# Dziennik Bałtycki

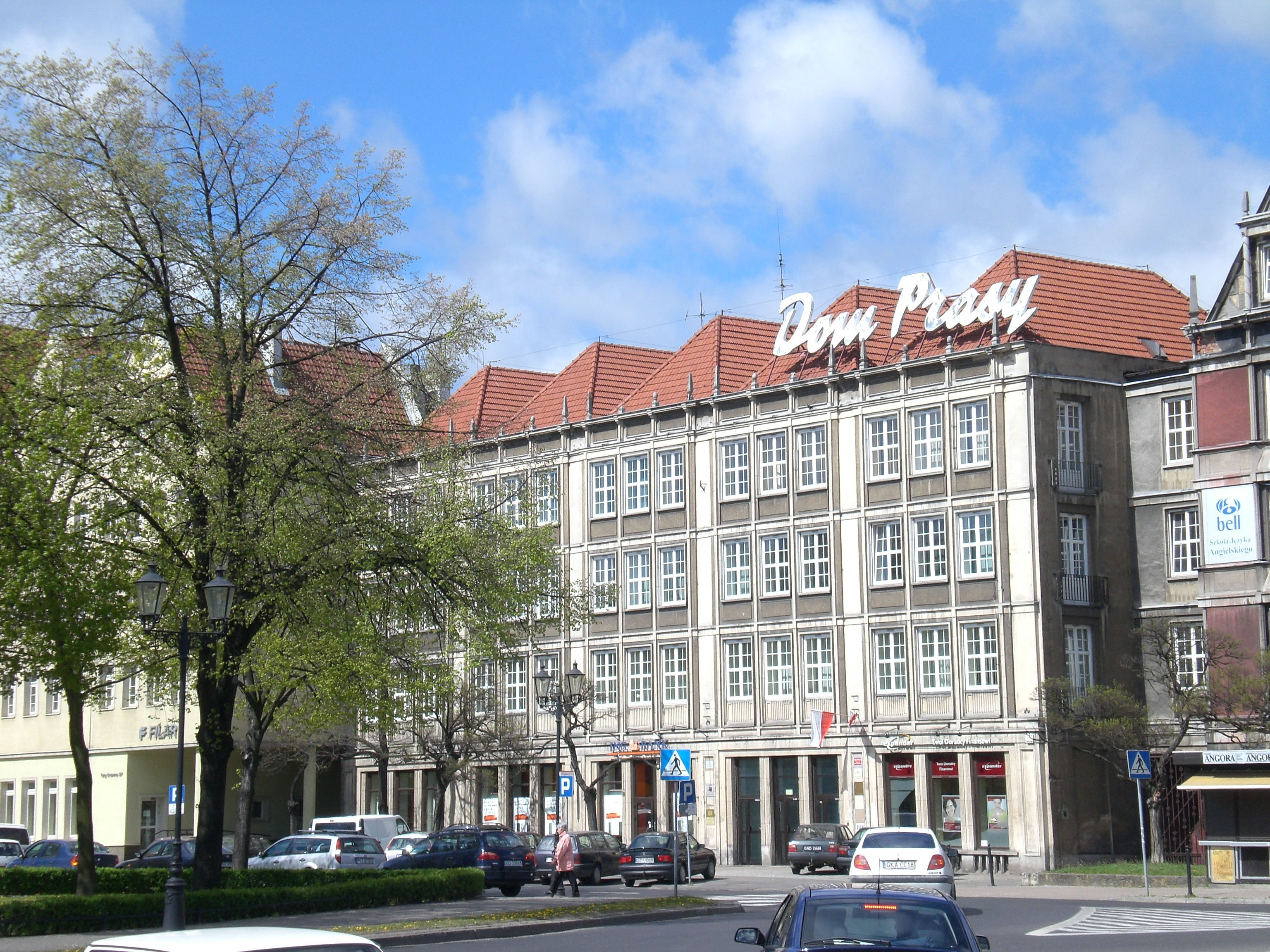
Była siedziba Dziennika Bałtyckiego w Domu Prasy przy Targu Drzewnym (1951–1998)

Dziennik Bałtycki – dziennik informacyjno-publicystyczny ukazujący się na Pomorzu Gdańskim od 19 maja 1945.
W 1990 po likwidacji RSW Prasa-Książka-Ruch „Dziennik Bałtycki” przejęty został przez należące do francuskiego potentata prasowego Roberta Hersanta wydawnictwo Socpresse. 15 października 2007 Dziennik Bałtycki, wraz z częścią innych regionalnych dzienników należących do spółki Polska Press, został wcielony do nowej gazety ogólnopolskiej „Polska”, przygotowywanej we współpracy z angielskim dziennikiem „The Times”. Zmienił wtedy nazwę na Polska Dziennik Bałtycki. Mimo iż szata graficzna dziennika oraz część dodatków do niego uległy zmianie, Polska Dziennik Bałtycki nawiązywał do tytułu, który ukazywał się od 1945 roku. W 2015, po rezygnacji Polska Press z wydawania gazety ogólnopolskiej, wrócił do dawnego tytułu Dziennik Bałtycki.
Gazeta ukazuje się przez 6 dni w tygodniu, od poniedziałku do soboty. Co piątek dołączanych jest 16 tygodników lokalnych i dodatek z programem telewizyjnym.
W grudniu 2020 Polski Koncern Naftowy Orlen rozpoczął przejmowanie całości udziałów w Grupie Polska Press, będącej właścicielem Dziennika Bałtyckiego.
Od 2001 redakcja dziennika przyznaje tytuł Człowiek Roku „Dziennika Bałtyckiego”. Za długoletnią i pełną zaangażowania współpracę z Uniwersytetem Gdańskim z okazji jubileuszu 70-lecia Dziennika Bałtyckiego Redakcja „Dziennika Bałtyckiego” w 2015 otrzymała Brązowy Medal Uniwersytetu Gdańskiego „Bene merito et merenti”.
Znaczna część numerów archiwalnych została poddana digitalizacji. Gazety dostępne są w Bałtyckiej Bibliotece Cyfrowej w formatach graficznych PDF i DjVU.

## Redakcje
Dziennik utrzymuje szereg lokalnych redakcji w miastach Pomorza Gdańskiego, np. w Gdyni, Bytowie, Człuchowie, Elblągu, Kartuzach, Kościerzynie, Pruszczu Gdańskim, Kwidzynie, Lęborku, Malborku, Nowym Dworze Gdańskim, Pucku, Starogardzie Gdańskim, Sztumie, Tczewie i Wejherowie.

## Lokalne tygodniki
- Dziennik Człuchowski
- Dziennik Kociewski
- Dziennik Malborski
- Dziennik Miastecki
- Dziennik Sławieński
- Dziennik Powiatu Bytowskiego
- Dziennik Tczewski
- Echo Pruszcza
- Echo Ziemi Lęborskiej
- Echo Ziemi Puckiej
- Goniec Rumski
- Gryf Wejherowski
- Gryf Kościerski
- Kurier Powiatu Kwidzyńskiego
- Powiśle Sztum i Dzierzgoń
- Tygodnik Kartuzy
- Tygodnik Elbląski
- Żuławy i Mierzeja
- Mutacja Chojnicko-Słupska – powstała w miejsce zlikwidowanych dzienników: słupskiego i chojnickiego. Ukazuje się w tych dwóch miastach, różni je tylko strona tytułowa. Łącznie oba miasta dzielą między siebie około 8 stron.

## Skład gazety

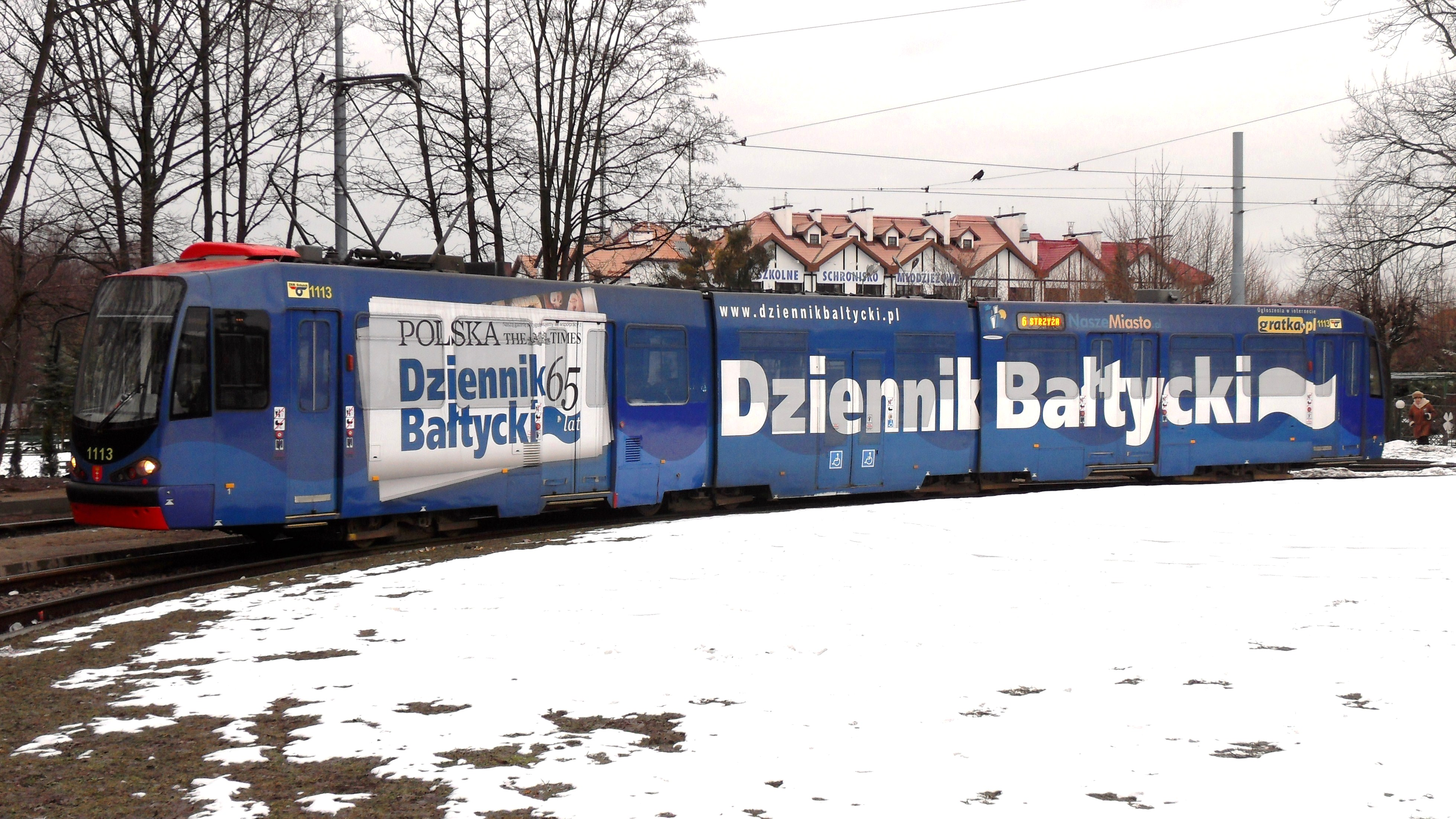
Gdański tramwaj typu Moderus Beta – Dziennik Bałtycki

Główny grzbiet gazety liczy codziennie od 40 do 56 stron. Aktualny układ gazety jest następujący:
- Fakty 24 – przegląd najnowszych wydarzeń lokalnych i na świecie.
- Strony miejskie i regionalne – dział poświęcony życiu w miastach i regionie na Pomorzu.
- Opinie – dział zajmujący się głównie polityką, ale i problemami społecznymi.
- Pieniądze – dział o finansach i gospodarce.
- Kultura – w dziale tym przedstawiane są ważniejsze wydarzenia kulturalne oraz publikowane są recenzje i eseje.
- Zbliżenia – materiały w tym dziale dotyczą analizy interesujących zjawisk w Polsce i za granicą.
- Poradnik – codzienne porady reporterów dziennika dotyczące różnych dziedzin życia.
- Sport – sportowe relacje z boisk i stadionów.
- Relaks – mapy pogody, ciekawostki, krzyżówki, kakuro, sudoku, horoskopy, rozmaitości.

Do głównego grzbietu każdego dnia dołączane są różne dodatki.

- W poniedziałek:
  - „Praca Gratka” – oferty zatrudnienia i porady dla osób szukających pracy.
- We wtorek:
  - „Nieruchomości Gratka” – nowości na rynku mieszkaniowym i inwestycje w regionie.
- W środę:
  - „Edukacja Gratka” – dodatek ukazujący się co dwa tygodnie, poświęcony nauce i szkołom.
- W czwartek:
  - „Moto Gratka” – dodatek motoryzacyjny.
- W piątek:
  - „Tele Magazyn” – dodatek telewizyjny – programy 65 stacji oraz materiały rozrywkowe.
  - „Magazyn Rejsy” – dodatek reporterski o życiu w kraju i za granicą.
  - „Będzie się działo” – informator kulturalny i rozrywkowy.
  - 20 tygodników lokalnych, w których opisane są lokalne problemy, regionalne autorytety i opinie czytelników.
- W sobotę:
  - „Podróże Gratka” – poświęcony podróżom, zawiera opisy miejsc, transportu, terminów i cen.

## Redaktorzy naczelni
- Anatol Mikułko (1945)
- Bolesław Wit-Święcicki (1945–1946)
- Tadeusz Ulanowski (1947–1948)
- Piotr Kraak (1950–1956)
- Wacław Hyra (1957–1968)
- Jerzy Matuszkiewicz (1968–1975)
- Józef Królikowski (1975–1981)
- Alojzy Męclewski (1982)
- Andrzej Pierściński (1984–1986)
- Jerzy Waczyński (1986–1990)
- Tadeusz Bolduan (1990–1991)
- Jan Jakubowski (1991–1996)
- Andrzej Liberadzki (1996–1997)
- Krzysztof Krupa (1997–2000)
- Janusz Wikowski (2000–2002)
- Maciej Siembieda (2002–2005)
- Tomasz Arabski (2005–2006)
- Maciej Wośko (2006–2010)
- Grzegorz Popławski (2010–2012)
- Mariusz Szmidka (2012–2021[12][13])
- Artur Kiełbasiński (2021[14]–2023)
- Przemysław Szymańczyk (2023[15]–2024)
- Mariusz Leśniewski (w 2024, p.o.)[16]
- Maciej Sandecki (od 2024)[17]

## Felietoniści i satyrycy piszący w Dzienniku Bałtyckim
W Dzienniku Bałtyckim publikują lub publikowali:

- Władysław Bartoszewski
- Zbigniew Boniek
- Wiesław Chrzanowski
- Janusz Czapiński
- Jarosław Lis
- Lena Kolarska-Bobińska
- Karolina Korwin Piotrowska
- Grzegorz Kostrzewa-Zorbas
- Wiesław Kot
- Marcin Kręglicki
- Kazimierz Kutz
- Jan Miodek
- Andrzej Mleczko
- Joshua Murchnik
- Jan Nowicki
- Jacek Pałasiński
- Janina Paradowska
- Beata Pawlikowska
- Ryszard Petru
- Richard Perle
- bp Tadeusz Pieronek
- Jan Pospieszalski
- Norman Podhoretz
- Bogdan Rymanowski
- Kurt Scheller
- Robert Sowa
- Jerzy Stuhr
- Dorota Sumińska
- Jerzy Surdykowski
- Apoloniusz Tajner
- Jan Tomaszewski
- Jan Winiecki

Ponadto z Dziennikiem Bałtyckim współpracują/współpracowali:

- Barbara Szczepuła
- Janina Wieczerska
- Ryszarda Wojciechowska
- Jan Chrzan (właśc. Grzegorz Kurkiewicz)
- Piotr Dominiak
- Zbigniew Jujka
- Bartłomiej Brosz (rysownik)
- Lech Parell
- Tomasz Rozwadowski
- Jarosław Zalesiński
- Marek Ponikowski
- Tomasz Lis

## Siedziba
Początkowo mieściła się w Gdyni przy ul. 10 Lutego 27 (1945–1951), następnie w Gdańsku w Domu Prasy przy Targu Drzewnym 3-7 (1951–1998) i obok w budynku byłej drukarni przy Targu Drzewnym 9-11 (1998–2021), zaś obecnie przy ul. Połęże 3 (od 2021).